# 苯甲酰甲醛
苯甲酰甲醛（或译为苯乙酮醛、苯乙二醛）是一种有机化合物，结构简式C6H5C(O)C(O)H，是最简单的芳香族酮醛，无水时为黄色液体，但很容易形成无色的偕二醇型一水合物结晶：
C6H5C(O)COH  +  H2O   →   C6H5C(O)CH(OH)2